# Jacquemontia warmingii
Jacquemontia warmingii är en vindeväxtart som beskrevs av O'donell. Jacquemontia warmingii ingår i släktet Jacquemontia och familjen vindeväxter. Inga underarter finns listade i Catalogue of Life.